# Współzawodnictwo pracy

Biuletyn specjalny wydany przez Komitet Okręgowy Współzawodnictwa Pracy w ramach planu 6-letniego

Współzawodnictwo pracy – rywalizacja robotników w przekraczaniu wyznaczonych norm pracy, propagowana w ZSRR i w państwach bloku wschodniego.
Ruch mający na celu aktywizację załóg pracowniczych w kierunku twórczego i świadomego ich angażowania w produkcję. Współzawodnictwo pracy wpływając na zwiększenie wydajności pracy, ułatwia realizację planów gospodarczych.

## Współzawodnictwo pracy w Polsce Ludowej
W Polsce okresem najbardziej intensywnej propagandy współzawodnictwa pracy były lata 1947–1956.
W Polsce Ludowej w latach 1945–1947 pierwsze formy współzawodnictwa zostały wypracowane przez młodzież robotniczą pod kierunkiem ZWM, z inicjatywy PPR. Nazywano je wówczas wyścigiem pracy. Przygotowywały grunt pod wystąpienia inicjatora socjalistycznego współzawodnictwa pracy Wincentego Pstrowskiego. Masowe formy przybrało w okresie realizacji planu sześcioletniego. Wystąpiły jednak wówczas pewne wypaczenia jego idei (głównie dążenie do ilościowych wyników, np. kosztem jakości produkcji oraz bezpieczeństwa i higieny pracy). Spowodowało to w latach 1956–1957 zahamowanie współzawodnictwa. Od 1958 r. zaczęło ono wykazywać znów coraz większą żywotność. Przybierało różne formy, np. współzawodnictwo indywidualne, brygadowe, międzyzakładowe, jak również stawiało sobie różne cele, np. wzrost produkcji, oszczędność materiałów, zwiększenie wydajności pracy. Od 1959 r. wzmogło się w szczególności współzawodnictwo o tytuł brygady pracy socjalistycznej. Najbardziej rozpowszechniło się współzawodnictwo międzyoddziałowe, następnie brygadowe wewnątrzzakładowe. We współzawodnictwie indywidualnym w 1971 r. brało udział 1174,3 tys. osób, we współzawodnictwie brygadowym 871,6 tys., a w międzyoddziałowym 1881,2 tys. Współzawodnictwo międzyzakładowe objęło 21,8 tys. zakładów pracy, a współzawodnictwo o tytuł brygady pracy socjalistycznej 72,2 tys. brygad i 621,1 tys. osób; tytuł ten posiadało 72,1 tys. brygad. We współzawodnictwie o tytuł oddziału pracy socjalistycznej uczestniczyło 3020 oddziałów (362,9 tys. osób), a tytuł oddziału pracy socjalistycznej posiadało 2240 oddziałów. Odznaki „Zasłużonego Przodownika Pracy Socjalistycznej” posiadało 35 tysięcy osób, zaś odznaki „Przodownika Pracy Socjalistycznej” –154,3 tys. osób.